# Faits divers
Faits divers je francouzský dokumentární film z roku 1983, který režíroval Raymond Depardon. Snímek měl světovou premiéru na filmovém festivalu v Cannes dne 8. května 1983.

## Děj
Film zachycuje každodenní život policistů na policejní stanici 5. obvodu v Paříži během léta 1982 jako zatýkání, smírné řešení sporů, intervence při pokusech o sebevraždu atd. Kamera sleduje policejní dodávku v jejím sektoru v 5. a 6. obvodu, a prostory policejní stanice na rue Basse-des-Carmes. Scény jsou natočeny bez doprovodného komentáře.